# Ebru Şahin (actriz)
Ebru Şahin (Estambul, Turquía, 18 de mayo de 1994) es una actriz y modelo turca. Ha ganado  múltiples premios por su actuación, entre ellos el de mejor actriz en los premios Golden Butterfly, y es conocida por su papel protagónico en la serie Hercai. 
Şahin se graduó de la Universidad de Estambul en Ciencias del Deporte, y después de ello comenzó a tomar lecciones de actuación. Hizo su debut cinematográfico en 2016 con un papel en la película Kan Parasi. Hizo su debut televisivo en 2017 con un papel secundario en la serie de televisión Savaşçi. Después de ser elegida para otros papeles secundarios en İstanbullu Gelin y Yasak Elma en 2017 y 2018, tuvo su primer papel principal en la serie de televisión Hercai como Reyyan Şadoğlu. Por este papel recibió un premio Golden Butterfly como Mejor Actriz en 2020.

## Filmografía
| Televisión     | Televisión       | Televisión     | Televisión       |
| Año            | Título           | Papel          | Notas            |
| -------------- | ---------------- | -------------- | ---------------- |
| 2017           | Savaşçı          | Didem          | Papel secundario |
| 2017–2018      | İstanbullu Gelin | Burcu Selimer  | Papel secundario |
| 2018           | Yasak Elma       | Hira Bozok     | Papel secundario |
| 2019–2021      | Hercai           | Reyyan Şadoğlu | Protagonista     |
| 2021- presente | Destan           | Akkız          | Protagonista     |

| Cine | Cine        | Cine    | Cine             |
| Año  | Título      | Papel   | Notas            |
| ---- | ----------- | ------- | ---------------- |
| 2016 | Kan Parası  |         | Papel secundario |
| 2017 | Babam       | Nilüfer | Papel secundario |
| 2018 | Kan Parası  | Didem   | Papel secundario |
| 2019 | Şuursuz Aşk | Menekşe | Protagonista     |

| Año  | Anuncio                         |
| ---- | ------------------------------- |
| 2016 | Vodafone                        |
| 2015 | tozlu                           |
| 2015 | TTNET heredot cevdet            |
| 2015 | Doritos Risk                    |
| 2016 | Eyup Sabri Tuncer Lemon Cologne |
| 2016 | Bitter                          |
| 2016 | Türk Telekom                    |
| 2017 | Dogadan Tea                     |
| 2019 | Pantene Turkiye                 |
| 2020 | Newwell Makeup                  |
| 2020 | Flo                             |

| Año  | Título             | Artista        |
| ---- | ------------------ | -------------- |
| 2015 | Babamın Emanetiyim | Ebru Polat     |
| 2017 | Uyandım Cennetten  | Utku Emen      |
| 2017 | Tüh Tüh            | Aydın Kurtoğlu |

## Galardones
| Año  | Premio                     | Categoría                             | Resultado |
| ---- | -------------------------- | ------------------------------------- | --------- |
| 2020 | 46.º Premios Altın Kelebek | Mejor actriz                          | Ganadora  |
| 2020 | 46.º Premios Altın Kelebek | Estrella radiante                     | Ganadora  |
| 2020 | 46.º Premios Altın Kelebek | Mejor pareja de TV (con Akın Akınözü) | Nominada  |
| 2020 | Altın Marka Ödülleri       | Mejor actriz                          | Ganadora  |
| 2020 | Altın Palmiye Ödülleri     | Mejor actriz                          | Ganadora  |